# European History Online
Pour les articles homonymes, voir EGO.
L’Histoire européenne en ligne (European History Online/Europäische Geschichte Online EGO) est un site Internet d’accès libre qui publie des articles scientifiques sur l’histoire européenne entre 1450 et 1950.
European History Online est publié par l'Institut Leibniz d'histoire européenne (de) à Mayence avec la collaboration du Center for Digital Humanities de l’université de Trèves et la Bibliothèque de l'État de Bavière (Munich). Le comité de rédaction est composé des deux directeurs de l’Institut d’histoire européenne et de 25 historiens européens renommés. Le projet est financé par le Land Rhénanie-Palatinat et la Deutsche Forschungsgemeinschaft.

## Concept
European History Online analyse l’histoire de l’Europe moderne d’un point de vue transculturel/transnational, combinant différentes disciplines et méthodes historiques. Les articles, publiés en anglais et en allemand, sont enrichis par différents matériaux additionnels (images, cartes, vidéos, sources numérisées, musique, etc.). Ils sont classés en dix thématiques : 
- Theories and Methods: Methodological and theoretical approaches to a transcultural history of Europe
- Backgrounds: Europe as a Communicative Space – Prerequisites and Backgrounds
- Crossroads: Spaces of Concentrated Communication
- Models and Stereotypes: The Formation of Models and Stereotypes in Intercultural Transfer Processes
- Europe on the Road: Migrants and Travellers as Mediators of Intercultural Transfer
- European Media: The Media and Media Events
- European Networks: The Transfer of Ideas, Technologies and Practices in Networks of Personal Relationships
- Transnational Movements & Organisations: Groups with cross-border programmes and structures
- Alliances and Wars: Rejection and Learning through Military Victories and Defeats
- Europe and the World: Entanglements between and Reflections of "Europe" and the Non-European World